# Michele Bucci
Michele Enzo Bucci detto Randa (Roma, 20 settembre 1951) è un fantino italiano.

## Carriera
Nel 1977 Bucci trionfa alla sua prima partecipazione al Palio di Siena, sotto i colori del Valdimontone montando Quebel. Ed è proprio Quebel a regalargli la vittoria correndo scosso un Palio molto intenso e combattuto: Randa cade infatti al secondo giro di piazza quando era in terza posizione. Il suo cavallo scosso continua la corsa, ed all'ultimo giro approfitta dell'errore del fantino dell'Aquila e conclude per primo il Palio.
Bucci corre i due palii successivi ancora per il Valdimontone, senza fortuna questa volta. Concluderà la carriera paliesca nel 1979.
Nel corso della sua vita Bucci ha vinto oltre mille corse, prima delle quali nel 1968 a Capannelle.

## Presenze al Palio di Siena
| Palio          | Contrada     | Cavallo  | Note   |
| -------------- | ------------ | -------- | ------ |
| 2 luglio 1977  | Valdimontone | Quebel   | scosso |
| 16 agosto 1977 | Valdimontone | Tornado  | scosso |
| 16 agosto 1978 | Valdimontone | Quebel   |        |
| 4 luglio 1979  | Istrice      | Valet    | scosso |
| 16 agosto 1979 | Oca          | Waterloo |        |